# El cálculo económico en la comunidad socialista
El cálculo económico en la comunidad socialista es un artículo del economista de la escuela austriaca Ludwig von Mises. Su crítica contra el cálculo económico en una economía planificada desencadenó el debate sobre el cálculo económico de décadas de duración.
El artículo se publicó por primera vez en alemán en 1920 bajo el título Die Wirtschaftsrechnung im sozialistischen Gemeinwesen y se basó en una conferencia que dio Mises en 1919 como respuesta a un libro de Otto Neurath, que abogaba por la viabilidad de la planificación central. Mises argumentó que no se podrían obtener precios para los bienes de capital en una economía socialista si el gobierno poseía los medios de producción, ya que todos los intercambios serían transferencias internas, en lugar de "objetos de intercambio", lo que dejaría el mecanismo de precios fuera de orden.
Dos años más tarde, el ensayo se incorporó al libro de Mises Socialismo: un análisis económico y sociológico.

## Sinopsis

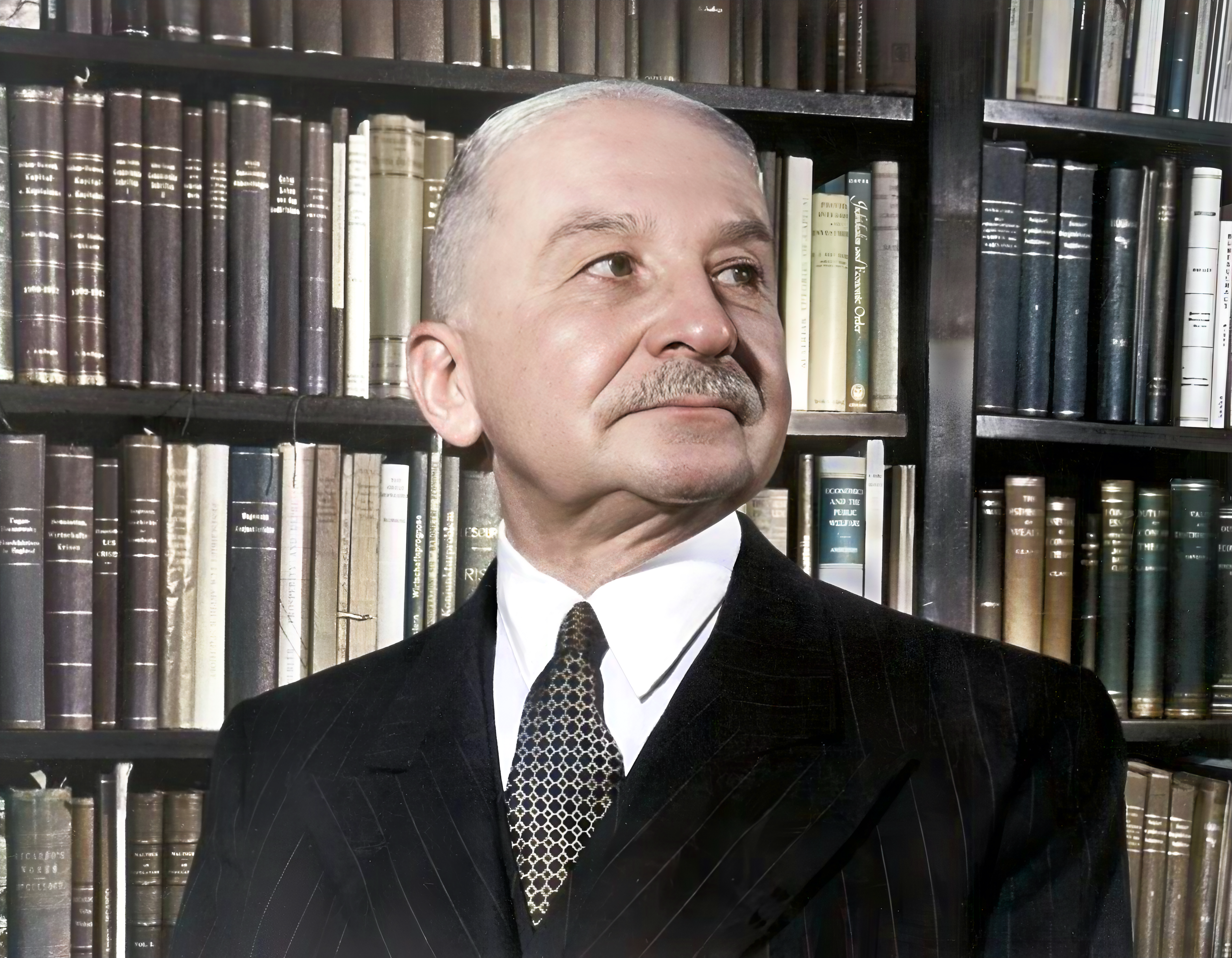
Ludwig von Mises.

Mises estableció que el cálculo económico requiere 2 cosas fundamentales
1. Un medio de intercambio (es decir, dinero)[5]
2. Mercados[5]

Según Mises, aunque es posible realizar el cálculo económico de manera competente sin que estos dos requisitos estén presentes, existen muy pocas circunstancias. Estas circunstancias incluyen el cálculo económico dentro de un hogar.
Para él, el análisis de costo-beneficio no es difícil de hacer a escala personal. No es difícil elegir entre una cierta cantidad de vino y una cierta cantidad de aceite. Sin embargo, debido a que la utilidad marginal no es homogénea y universal, las personas tendrán diferentes preferencias. Por ejemplo, un abstemio puede preferir el aceite al vino, mientras que un alcohólico puede preferir el vino. Por lo tanto, el planificador central o burócrata tendrá problemas para distribuir los recursos, ya que los precios no se pueden establecer sin mercados, ya que los precios reflejan la oferta y la demanda de bienes, mano de obra y recursos. La compra y venta de bienes de consumo dentro de un estado socialista serán simplemente transferencias internas de bienes y no "objetos de intercambio", lo que hace que el mecanismo de precios quede fuera de orden.
Mises pensaba que el cálculo económico sólo es posible (fuera de circunstancias extremadamente limitadas) mediante la información proporcionada por los precios de mercado, que refleja los cambios de los valores subjetivos individuales. Los métodos burocráticos y centralizados de asignación de recursos son inherentemente irracionales y no asignan los recursos del método más eficiente, lo que significa que el cálculo económico en una mancomunidad socialista es imposible. Debido a la idea del economista de que el análisis de costo-beneficio es imperativo y crucial, la economía socialista también es imposible.

## Críticas

### Críticas de la izquierda
El informático y economista marxista Paul Cockshott sostiene que el cálculo económico es posible dentro de un estado socialista siempre y cuando se utilicen dispositivos computacionales. En Hacia un nuevo socialismo, "Information and Economics: A Critique of Hayek" y "Against Mises", argumenta que la planificación central se simplifica mediante el uso de computadoras para calcular el componente del precio que no tiene en cuenta las teorías marxistas del valor. 

### Críticas de la derecha
Uno de los pocos anarcocapitalistas "no austriacos", Bryan Caplan, argumenta que Mises es incapaz de demostrar por qué la economía socialista sería "imposible". Si bien está de acuerdo con el concepto de problema de cálculo, argumenta que la Escuela Austriaca lo emplea indistintamente. Caplan sostiene que:
"Desde Mises, los austriacos han abusado del argumento del cálculo económico. En ausencia de evidencia empírica detallada que demuestre que este problema en particular es el más importante, es solo otro argumento de los cientos en la lista de argumentos contra el socialismo. ¿Cómo sabemos que el problema del esfuerzo laboral, o de la innovación, o de la economía sumergida, o cualquier otro número de problemas no eran más importantes que el problema del cálculo? El colapso del comunismo ha llevado a los austriacos a proclamar en voz alta que "Mises tenía razón". Sí, tenía razón en que el socialismo era un sistema económico terrible, y sólo el colapso del comunismo nos ha demostrado lo malo que era realmente. Sin embargo, los acontecimientos actuales no demuestran que el cálculo económico fuera la dificultad insuperable de las economías socialistas. No hay ningún experimento natural de una economía socialista que haya sufrido únicamente por su falta de cálculo económico. Por lo tanto, la historia económica, así como la teoría económica pura, no logran establecer que el problema del cálculo económico fuera un desafío severo para el socialismo."

## Influencia
Muchos consideran que El cálculo económico en la comunidad socialista es la obra más influyente de Mises, mientras que otros consideran que La acción humana es un libro más importante, ya que cumple el papel de obra magna. Dos años más tarde, el ensayo se incorporó al libro de Mises Socialismo: un análisis económico y sociológico.
Joseph T. Salerno, economista estadounidense de la escuela austríaca, lo considera una de sus mejores obras. Escribe:
"La importancia del artículo de Mises de 1920 se extiende mucho más allá de su devastadora demostración de la imposibilidad de la economía y la sociedad socialistas. Proporciona la justificación del sistema de precios, los mercados puramente libres, la seguridad de la propiedad privada contra todas las invasiones y el dinero sólido. Su tesis seguirá siendo relevante mientras los economistas y los responsables de la formulación de políticas quieran entender por qué incluso las intervenciones económicas menores de los gobiernos fracasan sistemáticamente en lograr resultados socialmente beneficiosos. "El cálculo económico en la comunidad socialista" seguramente se encuentra entre los artículos económicos más importantes escritos en este siglo." 